# Piják palmového vína
Piják palmového vína (anglicky: The Palm-Wine Drinkard) je novela nigerijského spisovatele Amose Tutuoly, vydaná v roce 1952 (i když knihu sepsal během několika dní už v roce 1946). Byla to první africká anglicky psaná novela vydaná i mimo Afriku. Kniha vychází z tradičního jorubského folklóru, a je psaná velmi jednoduchou africkou angličtinou, obsahující i prvky afrického pidžinu. Kniha byla po svém vydání poměrně kontroverzní, nigerijskými i světovými literárními kritiky byla přijata jak negativně, tak i pozitivně, ale i tak je poměrně důležitou součástí afrického literárního kánonu a byla přeložena do mnoha jazyků včetně češtiny.
Ve Velké Británii byla kniha vydána nakladatelstvím Faber and Faber, v USA nakladatelstvím Grove Press.

## Děj
Příběh je vyprávěn v první osobě, očima nepojmenovaného pijáka palmového vína, který se představuje jako "otec bohů" a který je závislý na palmovém víně. Je to syn bohatého muže, a tak si může dovolit celý palmový háj a ještě vlastního sběrače palmového vína, který ale jednoho dne z palmy spadne a zemře. Piják se rozhodne mrtvého sběrače najít, a proto se vydá na dobrodružnou cestu do Města Mrtvých, aby se mohl sběrač vrátit, protože nikdo neumí sbírat palmové víno tak jako on. Cestou prochází mnoha městy magického světa plného nadpřirozených bytostí proti kterým piják bojuje. Během cesty se střetne například se smrtí, a získá také manželku, která putuje s ním. Sběrače nakonec najde, ale zjistí že není možné, aby se s ním vrátil zpět. Dostane ale od něj magické vejce, které dokáže vykouzlit neomezené množství jídla a pití.

## Kritika
Po svém vydání byla kniha přijata rozporuplně, díky Dylanu Thomasovi a jeho pozitivní kritice se tomuto románu dostalo velké pozornosti. Jednalo se o autorovu prvotinu, který neměl téměř žádné vzdělání, a jazyk použitý v knize je velmi jednoduchý, lámaný a obsahuje i jazykové chyby. Kniha bývala chválena za svou jednoduchost, originální humor a inovativnost, ale bývala i kritizována a označována jako "primitivní", "naivní" a "odfláknutá". Kritika přicházela i z autorovy rodné Nigérie, býval kritizován za to, že používáním lámané angličtiny údajně podporuje stereotypní pohled západu na Afriku jako zaostalý kontinent. Býval kritizován i za to, že není originální, ale jen přepsal některé jorubské lidové pověsti do jednoho textu.

## České vydání
Piják palmového vína byl vydán česky v roce 1966 v nakladatelství Odeon, v překladu Vladimíra Klímy a Petra Zimy.